# Kakost lesklý
Kakost lesklý (Geranium lucidum) je jednoletá nebo ozimá bylina z čeledi kakostovitých. Pochází z Evropy, západní Asie a severní Afriky. Do Severní Ameriky byla zavlečena jako okrasná rostlina a na některých místech, zejména v Severozápadním Pacifiku, je považována za invazivní druh a škodlivý plevel.

## Popis
Kakost lesklý je jednoletá nebo ozimá rostlina s červenými holými stonky dlouhými až 35 centimetrů. Listy jsou kulaté a lesklé, do dvou třetin dělené. Květ je pětičetný s růžovými okvětními lístky, které mají asi 10 mm v průměru. Rostlina kvete od května do srpna. Plody jsou rýhované, mírně chlupaté tobolky, které jsou rozštěpené na pět částí. Semena jsou hladká. Celá rostlina většinou červená.

## Rozšíření
Kakost lesklý se nachází v kontinentální Evropě a na Britských ostrovech (ve Skotsku vzácnější), Blízkém Východě, jižně od Himálaje a severní Africe. V Severní Americe je znám ze západního pobřeží v oblasti Severozápadní Pacifik, kde je považován za invazní druh. Výjimečně je zaznamenán i z Východního pobřeží.
V ČR byla jediná historická lokalita na vrchu Kotouč u Štramberku, ze kterého existuje poslední záznam z roku 1936. Od té doby zde nebyl publikován a v roce 1971 zanikla i jeho lokalita při rozšiřování těžby vápence. Dlouho byl považován za vyhynulý druh v ČR, ale v roce 2018 byl nalezen v Praze-Chodově. Jedná se o zavlečení při květinové výsadbě holandskou zahradnickou firmou. Pravděpodobně půjde o dočasné zavlečení, ale lze předpokládat opakovaný výskyt.

## Stanoviště
Kakost lesklý je běžný na vápencových skalách a zídkách, na hřbitovech, na okrajích cest, na březích, v zahradách a na holé půdě; daří se mu na bazické nebo písčité půdě. Běžný je také na kyselých půdách a stinných březích.
Rostlina má dobré rozptylové schopnosti, protože semeno je vymrštěno z tobolky, což umožňuje rostlině pohybovat se po svazích a štěrbinách v kmenech stromů a ve výklencích ve stěnách, které jsou výš než mateřská rostlina.